# Kehytchivka
Kehytchivka (ukrainien : Кегичівка) est une commune urbaine de l'oblast de Kharkiv, en Ukraine. Elle dépend administrativement du raïon de Berestyn (anciennement  	Krasnohrad), et compte 5 771 habitants en 2021.

## Géographie
Localisée dans la partie sud de l'oblast de Kharviv, la commune est assise entre les rivières Bahata à l'est, et Vochyva à l'ouest. Ces rivières sont affluentes de la rivière Oril, en rive gauche du fleuve Dniepr. Elle se trouve à 85 kilomètres au sud-sud-ouest de la ville de Kharkiv.